# Scolymia lacera
Scolymia lacera là một loài san hô trong họ Mussidae. Loài này được M. Edwards and Haime mô tả khoa học năm 1849.